# Västersjön (Björna socken, Ångermanland, 705425-163558)
Västersjön är en sjö i Örnsköldsviks kommun i Ångermanland och ingår i Gideälvens huvudavrinningsområde. Sjön är 9,6 meter djup, har en yta på 0,176 kvadratkilometer och befinner sig 159,8 meter över havet. Sjön avvattnas av vattendraget Rödtjärnbäcken.

## Delavrinningsområde
Västersjön ingår i det delavrinningsområde (705601-163471) som SMHI kallar för Mynnar i Björna-Lillån. Medelhöjden är 242 meter över havet och ytan är 10,73 kvadratkilometer. Det finns inga avrinningsområden uppströms utan avrinningsområdet är högsta punkten. Rödtjärnbäcken som avvattnar avrinningsområdet har biflödesordning 4, vilket innebär att vattnet flödar genom totalt 4 vattendrag innan det når havet efter 50 kilometer. Avrinningsområdet består mestadels av skog (81 procent). Avrinningsområdet har 0,24 kvadratkilometer vattenytor vilket ger det en sjöprocent på 2,2 procent.